# Karen Traviss
Karen Traviss (* in Portsmouth, England) ist eine englische Romanautorin.

## Leben
Traviss arbeitete zuerst als Journalistin und Auslandskorrespondentin, bevor sie sich dem Schreiben von Geschichten zuwandte. 2000 war sie Teilnehmerin des renommierten Clarion Workshops für angehende Science-Fiction- und Fantasy-Autoren.
Sie veröffentlichte zuerst zahlreiche Kurzgeschichten und Artikel über das Star-Wars-Universum, die auch in verschiedenen englischsprachigen Zeitschriften abgedruckt wurden. 2004 wurde LucasArts durch ihren ersten Roman City of Pearl, der u. a. für den Philip K. Dick Award nominiert war, auf sie aufmerksam und fragte sie, ob sie nicht auch einen Roman über das neue Videospiel Star Wars: Republic Commando schreiben möchte. Allerdings erst nach ihrem zweiten Roman Crossing the Line veröffentlichte sie schließlich ihren ersten Star-Wars-Roman Star Wars: Republic Commando – Feindkontakt. Der Roman landete auf der New-York-Times-Bestsellerliste und wurde auch als ihr erster in mehrere Sprachen übersetzt (u. a. ins Deutsche), was ihr schließlich zum internationalen Durchbruch als Fantasy-Autorin verhalf. Sie wurde bis heute zwei weitere Male für den Philip K. Dick Award nominiert (für die Romane Ally und Judge).
Heute lebt Traviss in Devizes, England, wo sie auch ihre Romane schreibt.

## Bibliographie

### Batman-Universum
- Batman: Arkham City, Panini-Comics 2015, ISBN 978-3-95798-068-7 (Comic, Band 5 zusammen mit Derek Fridolfs)

### Gears-of-War-Universum

#### Romane
Alle übersetzt von Jan Dinter.
- 1 Aspho Fields, Del Rey / Ballantine 2008, ISBN 978-0-345-49943-1
  - Aspho Fields, Panini 2009, ISBN 978-3-8332-1932-0
- 2 Jacinto's Remnant, Del Rey / Ballantine 2009, ISBN 978-0-345-49944-8
  - Jacintos Erben, Panini 2011, ISBN 978-3-8332-2243-6
- 3 Anvil Gate, Del Rey / Ballantine 2010, ISBN 978-0-345-49945-5
  - Anvil Gate, Panini 2011, ISBN 978-3-8332-2244-3
- 4 Coalition's End, Gallery Books 2011, ISBN 978-1-4391-8395-3
  -  Das Ende der Koalition, Panini 2012, ISBN 978-3-8332-2447-8
- 5 The Slab, Orbit 2012, ISBN 978-0-356-50105-5
  - The slab - der Kerker, Panini 2012, ISBN 978-3-8332-2525-3

#### Comics
- Der Hammer der Morgenröte, Panini-Comics 2012, Übersetzer Bernd Kronsbein, ISBN 978-3-86201-312-8 (Band 3 zusammen mit Joshua Ortega)
- Schmutzige, kleine Geheimnisse, Panini-Comics 2012, Übersetzer Bernd Kronsbein, ISBN 978-3-86201-380-7 (Band 4 zusammen mit Pop Mhan)

### Halo-Universum
- Halo Evolutionen – Kurzgeschichten aus dem Halo-Universum, Panini 2010, Übersetzerin  Claudia Kern, ISBN 978-3-8332-2125-5 (mit Tobias S. Buckell, Eric Nylund, Frank O’Connor, John Goff,  Kevin Grace, Tessa Kum, B. K. Evenson, Jeff VanderMeer und Fred Van Lente)

#### Kilo Five
Alle übersetzt von Tobias Toneguzzo & Andreas Kasprzak.
- 1 Glasslands, Tor 2011, ISBN 978-0-7653-3040-6
  - Glasslands, verglaste Welten, Panini 2012, ISBN 978-3-8332-2444-7
- 2 The Thursday War, Tor 2012, ISBN 978-0-7653-3363-6
  - Kriegsspiele, Panini 2013, ISBN 978-3-8332-2611-3
- 3 Mortal Dictata, Tor 2014, ISBN 978-0-7653-2395-8
  - Mortal Dictata, Panini 2014, ISBN 978-3-8332-2861-2

### Star-Wars-Universum

#### Republic Commandos
Alle übersetzt von Jan Dinter.
- 1 Hard Contact, Del Rey / Ballantine 2004, ISBN 0-345-47827-4
  - Feindkontakt, Panini 2005, ISBN 978-3-8332-1199-7
- 2 Triple Zero, Del Rey / Ballantine 2006, ISBN 0-345-49009-6
  - Triple Zero, Panini 2006, ISBN 3-8332-1366-3
- 3 True Colors, Del Rey / Ballantine 2007, ISBN 978-0-345-49800-7
  - True Colors, Panini 2008, ISBN 978-3-8332-1653-4
- 4 Order 66, Del Rey / Ballantine 2008, ISBN 978-0-345-50618-4
  - Order 66, Panini 2008, ISBN 978-3-8332-1735-7

Angelehnt an das gleichnamige Computerspiel behandelt die Serie die Klonsondereinsatztruppen, ihre Einsätze und ihre Aktionen mit der Außenwelt. Eine große Rolle spielt die Kultur der Mandalorianer als eine Kultur von Söldner, die an die für den Kriegseinsatz gezüchteten Klonsoldaten durch ihre Ausbilder weitergegeben wurde. Im Verlauf der Reihe nehmen die Klone zunehmend war, dass sie de facto als Sklaven für die Republik und den Jediorden kämpfen und suchen nach einem Weg ihre beschleunigte Alterung aufzuhalten und ein normales Leben zu führen. Anders als in den Filmen und anderen Büchern wird ein grauschattiertes Bild der Klonkriege gezeichnet.
Die Serie wurde beendet, nachdem der offizielle Star-Wars-Kanon für die Serie Star Wars: The Clone Wars dahingehend geändert wurde, dass Mandalorianer traditionelle Pazifisten, anstelle von berufsmäßigen Soldaten sind. Dies führte zu zahlreichen Kontinuitätskonflikten mit dem von Traviss gezeichneten Bild und führte in Zusammenarbeit mit finanziellen Streitigkeiten zum vorzeitigen Abbruch der Serie.

#### Wächter der Macht / Legacy of the Force
Alle übersetzt von Andreas Kasprzak.
- 2 Bloodlines, Del Rey / Ballantine / SFBC 2006, ISBN 978-0-7394-7419-8
  - Blutlinien, Blanvalet 2009, ISBN 978-3-442-26607-4
- 5 Sacrifice, Del Rey / Ballantine 2007, ISBN 978-0-345-47740-8
  - Opfer, Blanvalet 2009, ISBN 978-3-442-26597-8
- 8 Revelation, Del Rey / Ballantine 2008, ISBN 978-0-345-47757-6
  - Enthüllungen, Blanvalet 2010, ISBN 978-3-442-26684-5

#### The Clone Wars
- The Clone Wars, Del Rey / Ballantine 2008, ISBN 978-0-345-50898-0
  - Clone Wars, Blanvalet 2009, Übersetzer Daniel Bergström, ISBN 978-3-442-26635-7
- No Prisoners, Del Rey / Ballantine 2009, ISBN 978-0-345-50899-7
  - Keine Gefangenen, Blanvalet 2010, Übersetzer Firouzeh Akhavan, ISBN 978-3-442-26637-1

#### Imperial Commando
- 501st, Del Rey / Ballantine 2009, ISBN 978-0-345-51113-3
  - Die 501., Panini 2009, Übersetzer Jan Dinter, ISBN 978-3-8332-1935-1

### Ringer
- 1 Going Grey, CreateSpace 2014, ISBN 978-1-4997-1304-6
- 2 Black Run, Karen Traviss 2017, ISBN 978-1-5430-3523-0

### Nomad
- The Best of Us, Galaxy's Edge 2019, ISBN 978-1-949731-14-9

### Wess'har Wars
- 1 City of Pearl, Eos / HarperCollins 2004, ISBN 0-06-054169-5
- 2 Crossing the Line, Eos / HarperCollins 2004, ISBN 0-06-054170-9
- 3 The World Before, Eos / HarperCollins 2005, ISBN 0-06-054172-5
- 4 Matriarch, Eos / HarperCollins 2006, ISBN 0-06-088231-X
- 5 Ally, Eos / HarperCollins 2007, ISBN 0-06-088232-8
- 6 Judge, Eos / HarperCollins 2008, ISBN 978-0-06-088240-2

### Kurzgeschichten
- Strings. In: Realms of Fantasy, Juli 2002
- A Slice at a Time. In: Asimov’s Science Fiction, Juli 2002
- Suitable for the Orient. In: Asimov’s Science Fiction, Februar 2003
- Return Stores. In: Realms of Fantasy, Februar 2003
- The Man Who Did Nothing. In: Realms of Fantasy, Juni 2003
- Does He Take Blood? In: Realms of Fantasy, August 2003

### Essays
- I Gotta Get Me One of Those. In: Navigating the Golden Compass: Religion, Science & Daemonology in Philip Pullman’s His Dark Materials (Smart Pop Series, BenBella Books, August 2005)
- Driving GFFA 1: or How Star Wars Loosened My Corsets. In: Star Wars on Trial : Science Fiction and Fantasy Writers Debate the Most Popular Science Fiction Films of All Time (ed. David Brin, 2006).

### Artikel
- Guide to the Grand Army of the Republic. In: Star Wars Insider 84 (mit Ryan Kaufman)
- The Mandalorians: People and Culture. In: Star Wars Insider 86
- Sprinting the Marathon. In: Emerald City.